# Frades (La Estrada)
Frades es una parroquia en el oeste del término municipal del ayuntamiento de La Estrada, en la provincia de Pontevedra, comunidad autónoma de Galicia, España.

## Límites
Limita con las de Santa Marina de Barcala, Barcala, San Jorge de Vea y Vea.

## Demografía
En 1842 tenía una población de hecho de 172 personas. En los veinte años que van de 1986 a 2006 la población pasó de 305 a 191 personas, lo cual significó una pérdida del 33,73%.
- Datos: Q3397142
- Multimedia: Frades, A Estrada / Q3397142